# Edouard Guillaume Eugène Reuss

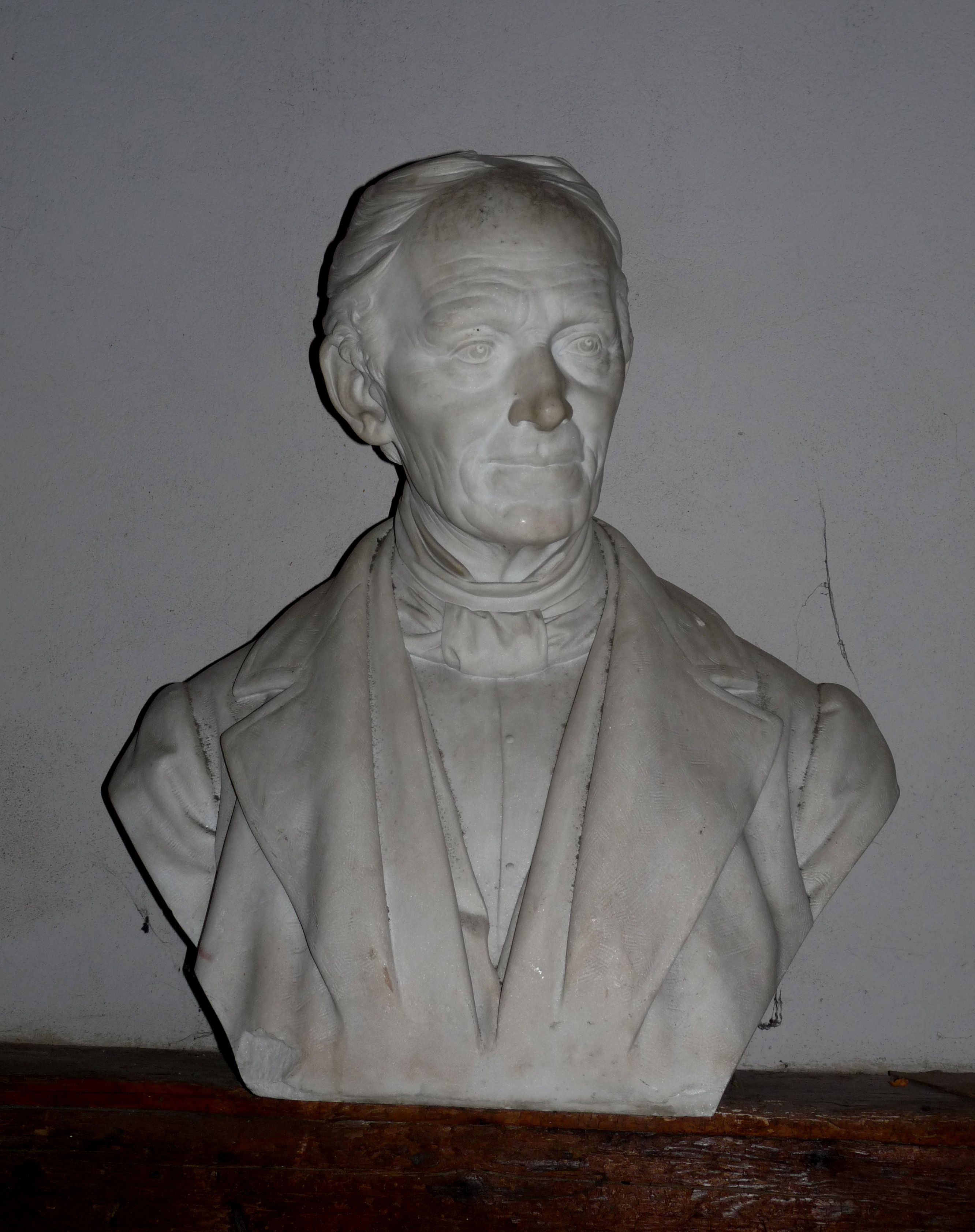
Édouard Guillaume Eugène Reuss.

Edouard Guillaume Eugène Reuss (Strasbourg, 1804. július 18. – Strasbourg, 1891. április 15.) német evangélikus hittudós, egyetemi tanár, író, és bibliafordító.

## Munkássága
Előbb a klasszikus nyelvészet, azután a hittudomány tanulmányozásával foglalkozott szülővárosában, Göttingenben és Hallében, majd Párizsban keleti tanulmányokkal. Visszatért Strassburgba, a bibliai és keleti tudományok tanára lett (1834-ben rendkívüli, 1836-ban rendes tanár). Az egyetem újbóli felállítása után 1872-ben teológiai tanár lett. Kiadta Cunitzcal együtt Kálvin összes műveit Corpus Reformatorum címen (1863-tól), amelyből 1893-ig 50 kötet jelent meg.

## Fő művei
- Geschichte der Heiligen Schrift Neuen Testaments (5. kiad. 1874)
- Geschichte der Heiligen Schrift Alten Testaments (1881)
- Histoire de la théologie chrétienne au siècle apostolique (3. kiad. 1864)
- Histoire du Canon des Saintes Écritures (2. kiad. 1864)
- Bibliotheca Novi Testamenti (1872)
- Beiträge zu den theologischen Wissenschaften (1851-56, 6 köt., August Eduard Cunitz teológussal együtt)
- Hagyatékából Erichton és Horst kiadták Das alte Testament übersetzt, eingeleitet u. erläutert (Braunschweig 1892)